# Gnaeus Domitius Philippus
Gnaeus Domitius Philippus war ein römischer Verwaltungsbeamter und leitete in den frühen 240er Jahren die Provinz Aegyptus mit den Befugnissen eines Praefectus Aegypti.

## Leben und Legende
Gnaeus Domitius Philippus war römischer Bürger im Ritterstand. In den frühen 240er Jahren war er oberster römischer Amtsträger in Ägypten mit Sitz in Alexandria, wo er erstmalig 240 oder 241 und letztmalig 241 bezeugt ist. Seine dortige Funktion ist jedoch nicht ganz klar: Er erscheint in den Quellen nicht mit dem traditionellen Titel eines Praefectus Aegypti, sondern als στρατηλάτης (stratelates), also mit einer eher militärischen Amtsbezeichnung, die dem lateinischen dux entspricht. Diesen Posten hatte in Ägypten vor ihm bereits 230/231 bereits Marcus Aurelius Zeno Ianuarius innegehabt. Gnaeus Domitius Philippus scheint trotz alledem die normalen Funktionen eines zivilen Praefectus Aegypti ausgeübt zu haben – der Grund für die abweichende Amtsbezeichnung ist daher unklar.
Für die gleiche Zeit, nämlich das Jahr 241, ist ein [...]itius Philippus, möglicherweise die gleiche Person, als Praefectus vigilum in Rom bezeugt.
Ein Statthalter von Ägypten namens Philippus wird auch in christlichen Heiligenlegenden erwähnt, dort aber meistens in der Regierungszeit des Kaisers Commodus (180–192) verortet. Der frühchristlichen Legende nach soll Philippus der Vater der als heilige Märtyrin verehrten Eugenia von Rom gewesen sein. Als seine zum Christentum bekehrte Tochter wegen ihres Glaubens bei ihm vor Gericht gestellt wurde, soll er sich selbst ebenfalls zum Christentum bekehrt haben. Aufgrund dessen sei er als Präfekt abgesetzt worden. Anschließend soll er von den Christen Alexandrias zum Bischof gewählt worden sein. Sein Nachfolger im Amt des Präfekten soll ihn allerdings durch Attentäter ermorden haben lassen. Nach einer anderen Auslegung der Überlieferung kehrte Philippus nach Rom zurück, wo er wegen seines Glaubens gemeinsam mit seiner Familie den Märtyrertod erlitt.